# Ephestiasula
Ephestiasula (лат.) — род богомолов подсемейства Oxypilinae из семейства Hymenopodidae.

## Распространение
Встречается в Южной Азии: Индия и Непал.

## Описание
Длина тела около 2 см. Род Ephestiasula отличается от Hestiasula Saussure, 1871 наличием глубокой медиальной бороздки и двух тупых и кпереди расходящихся килей на диске лобного склерита. Верхний край темени вогнут, боковые углы с бугорком около глаз. Наружный край передних бёдер отчётливо и мелко зубчатый.

## Классификация
Включает 4 вида. Таксон Parahestiasula Lombardo, 1995 был синонимизирован с Ephestiasula в 2015 году. Род Ephestiasula включают в подсемейство Oxypilinae из семейства Hymenopodidae.
- Ephestiasula maculata Chatterjee, Ghorai, Srinivasan & Mukherjee, 2019[9]
- Ephestiasula obscura Lombardo, 1995[2]
- Ephestiasula rogenhoferi (Saussure, 1872)[13]
  - =Ephestiasula amoena Bolivar, 1897
  - =Ephestiasula intermedia Werner, 1930
  - =Ephestiasula pictipes Wood-Mason, 1879
- Ephestiasula woodmasoni Mukherjee, Stiewe & Ghorai, 2010[14]